# Стелиос Малезас
Стелиос Малезас (на гръцки: Στέλιος Μαλεζάς) е гръцки футболист, играещ за ФК ПАОК.

## Биография
Малезас е роден на 11 март 1985 в Катерини. Започва кариерата си в АФК Катерини, а през 2003 година подписва първия си професионален договор с ПАОК. Играе като централен защитник, но преди е играл и като полузащитник. През сезон 2008/2009 успява да спчели титулярно място в отбора. На 6 февруари 2009 година Малезас подписва нов договор с ПАОК до 2013 година